# The Fast and the Furious
 Der er for få eller ingen kildehenvisninger i denne artikel, hvilket er et problem. Du kan hjælpe ved at angive troværdige kilder til de påstande, som fremføres i artiklen.

|  | Denne artikel omhandler filmen fra 2001. For franchiset, se The Fast and the Furious (filmserie) |
The Fast and the Furious er en amerikansk gaderæs actionfilm fra 2001 med Paul Walker, Vin Diesel, Michelle Rodriguez og Jordana Brewster i hovedrollen. Instrueret af Rob Cohen, The Fast and the Furious var den første mainstream film der var udstyret med asiatiske biler import scener i Nordamerika. Det er den første film i The Fast and the Furious film-serien. Filmens konceptet blev inspireret af en Vibe artikel om gaderæs i New York City, og dens plot er løst baseret på No Man's Land og Point Break. Denne film har ingen historie relation til filmen The Fast and the Furious fra 1955, på trods af at være kilden til titlen. 
Filmen er blevet efterfulgt af 2 Fast 2 Furious (2003), Fast and Furious: Tokyo Drift" (2006), "Fast and Furious 4 (2009), Fast Five (2011), Fast and Furious 6 (2013), Fast and Furious 7 (2015), Efter Paul Walkers tragiske død udkom, "Fate of the Furious" i 2017. Der er stadig planer om at lave 2 efterfølgere mere.